# Audi V8
La Audi V8 (sigla interna D1) è una berlina di lusso prodotta dalla casa automobilistica tedesca Audi dal 1988 al 1994. Si tratta della prima ammiraglia di segmento F a essere equipaggiata con la trazione integrale.

## Storia e profilo

### Contesto storico e debutto
Il crescente consenso ottenuto negli anni settanta e ottanta del secolo scorso dalle due berline Audi in listino, ossia la 80 e la 100, spinse la casa di Ingolstadt a pensare a un nuovo modello, che potesse protendere la presenza del marchio dei quattro anelli anche in quel segmento di mercato tradizionalmente presidiato da berline di lusso come la Jaguar XJ e le Mercedes-Benz Classe S. Era presente già da tempo un modello come l'Audi 200, derivata dalla 100 e caratterizzata da finiture più curate e motori potenti, ma si trattava di un modello troppo visibilmente derivato dalla "sorella minore" e quindi non ottimale sul piano del marketing per presidiare il cosiddetto segmento F. Per questo, mentre venne lanciata la seconda generazione dell'Audi 200, il progetto relativo alla nuova berlina di lusso venne avviato. A metà anni ottanta la stampa specializzata cominciò a diffondere notizie riguardanti questo nuovo modello, che inizialmente doveva chiamarsi 300. Le specifiche imposte fin da subito dal consiglio di amministrazione Audi parlavano però anche di contenimento dei costi di progettazione e sviluppo, per questo ancora una volta i progettisti Audi e i responsabili di progetto si videro costretti ad avvalersi dell'Audi 200 come base da sfruttare per lo sviluppo della nuova ammiraglia. Della 200 vennero però ridisegnati completamente il frontale e la coda, in modo da conferire al nuovo modello una personalità ben distinta da quella delle Audi 100 e 200 contemporanee. La vettura definitiva, che inizialmente avrebbe dovuto debuttare nel 1987, venne invece lanciata nell'autunno del 1988 al Salone di Parigi. 

#### Design esterno e interno

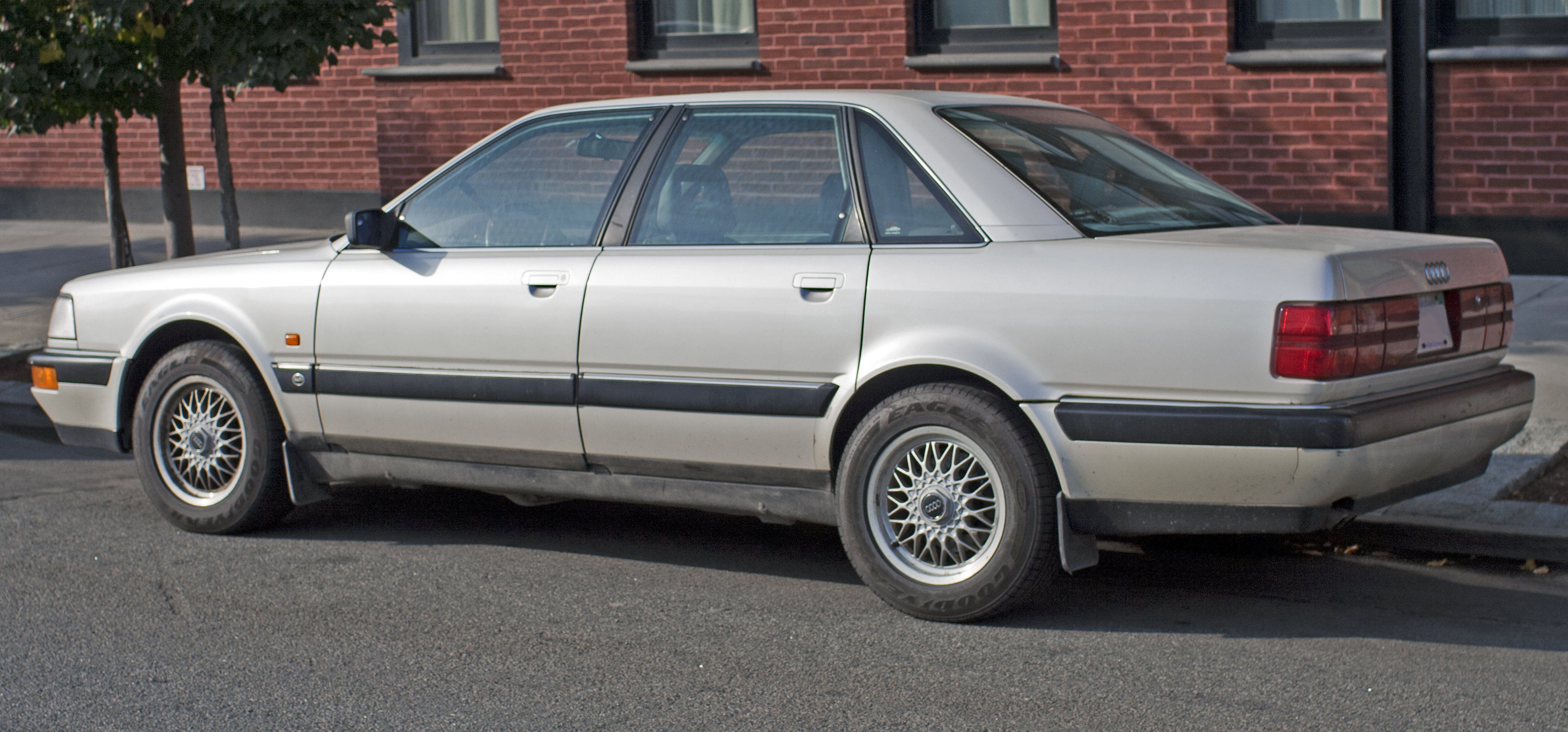
Una V8 di tre quarti posteriore

Della contemporanea Audi 200 venne mantenuta solo parte centrale della carrozzeria: per il resto la V8 fu frutto d un ridisegnamento quasi totale, o se si preferisce, di un profondo aggiornamento stilistico che da una parte fu mirato a conferire una personalità specifica alla vettura, mentre dall'altra si volle comunque mantenere un elevato livello di marcata sobrietà. Il risultato dei designer di casa Audi fu anche troppo notevole, nel senso che la vettura risultò alla fine eccessivamente anonima, tanto da riuscire a passare inosservata o da essere confusa con un'Audi 200 in allestimento Exclusiv, quest'ultimo caratterizzato da contenuti stilistici che alcuni mesi dopo si sarebbero ritrovati anche nel "vestito" della V8. In ogni caso, la nuova ammiraglia di casa Audi non mancò di una buona dose di eleganza discreta che avrebbe trovato consensi fra i top manager disinteressati a dare nell'occhio, il cliente-tipo della V8. Il frontale della V8 era più inclinato rispetto a quello della 200 e i passaruota erano stati leggermente allargati per ospitare pneumatici di maggiori dimensioni, ma la parentela tecnica e progettuale con le "sorelle minori" era evidente. Il ridisegnamento di coda e frontale, ma anche l'impercettibile aumento del passo (appena un centimetro) riuscirono ad allungare il corpo vettura di appena cinque centimetri, troppo pochi per fare la differenza con le Audi 100 e 200. Per questo, la vettura fu destinata a una tiepida accoglienza. Stilisticamente non mancarono comunque alcuni elementi che si sarebbero ritrovati successivamente anche in altre Audi. Innanzitutto la V8 fu la prima berlina e proporre la calandra integrata nel cofano motore, soluzione che fino a quel momento era stata proposta solo nell'ultima Audi Coupé. La coda era invece caratterizzata dalla presenza di gruppi ottici rettangolari a sviluppo orizzontale uniti fra loro da un fascione in plastica rossa, secondo la moda di quegli anni.

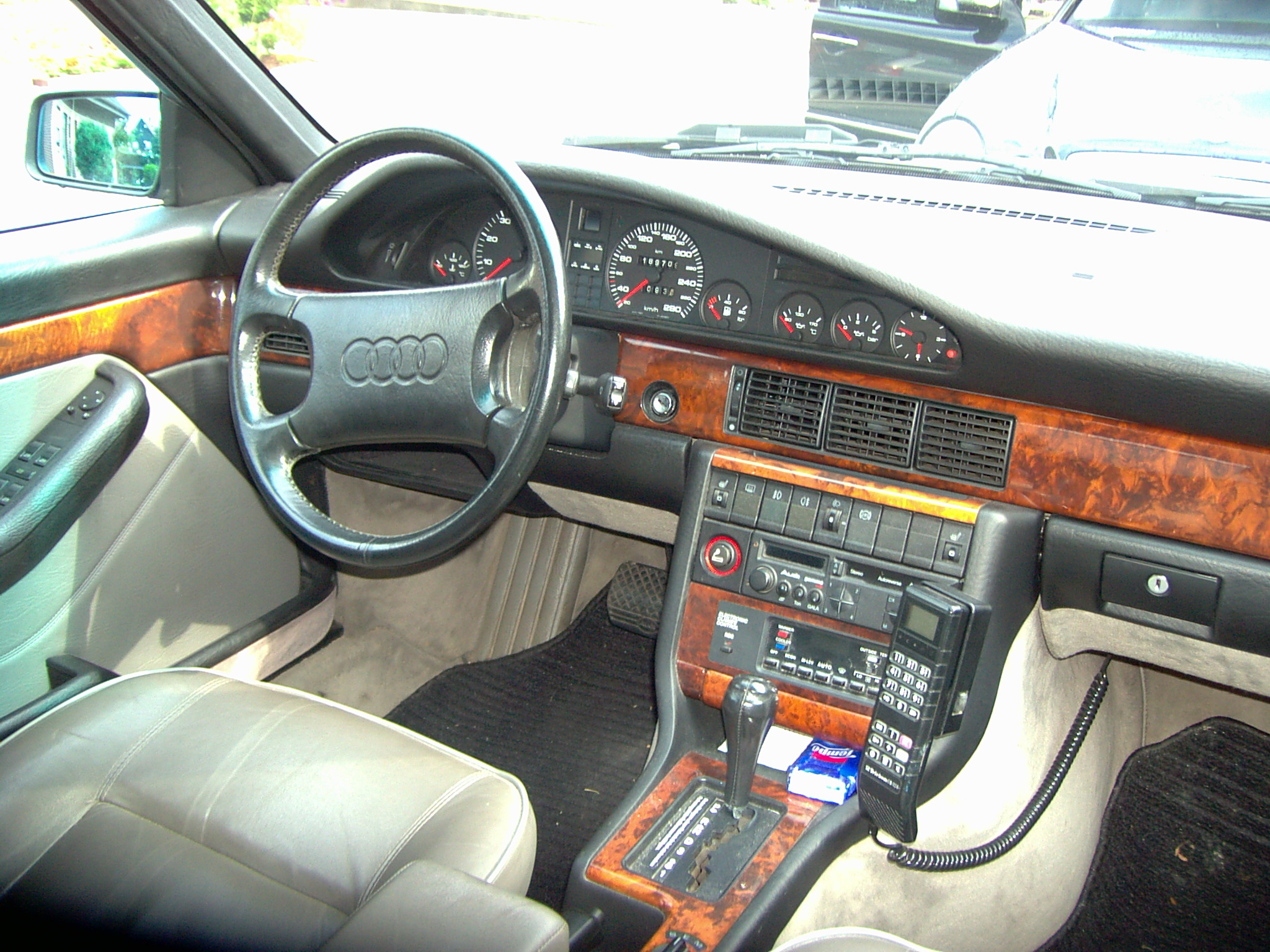
Il posto guida di una V8

L'abitacolo della V8 fu allestito in modo da privilegiare il lusso, l'eleganza e il comfort, quegli aspetti insomma che il cliente ideale di quel modello avrebbe sicuramente cercato in una vettura che al suo debutto (fine 1988) costava nell'allora Germania Ovest 96.800 DM, mentre nel marzo del 1989, in Italia arrivava a costare quasi 100 milioni di lire. Le buone doti di abitabilità erano comunque anche in questo caso quelle, sempre di buon livello, già viste nelle Audi 100 e 200, ma nel caso della V8 si hanno diversi contenuti in più come l selleria in pelle e la plancia con estesi inserti in radica, così come anche la console centrale. Ricca la strumentazione, con un cruscotto esteso verso il centro della plancia stessa in modo da raggruppare più efficacemente e ordinatamente i vari strumenti, tutti di forma circolare. I principali sono il tachimetro e il contagiri, di maggiori dimensioni e posti come sempre proprio davanti al conducente. A sinistra, l'unico strumento che trovava posto era il termometro dell'acqua, mentre a destra erano disposti in fila: indicatore del livello carburante, termometro olio, manometro olio e orologio. Tra contagiri e tachimetro erano montate le spie di servizio e quello che era uno dei primi computer di bordo, in questo caso in formato ridotto, con un piccolissimo display centrale.

#### Struttura, meccanica e motori

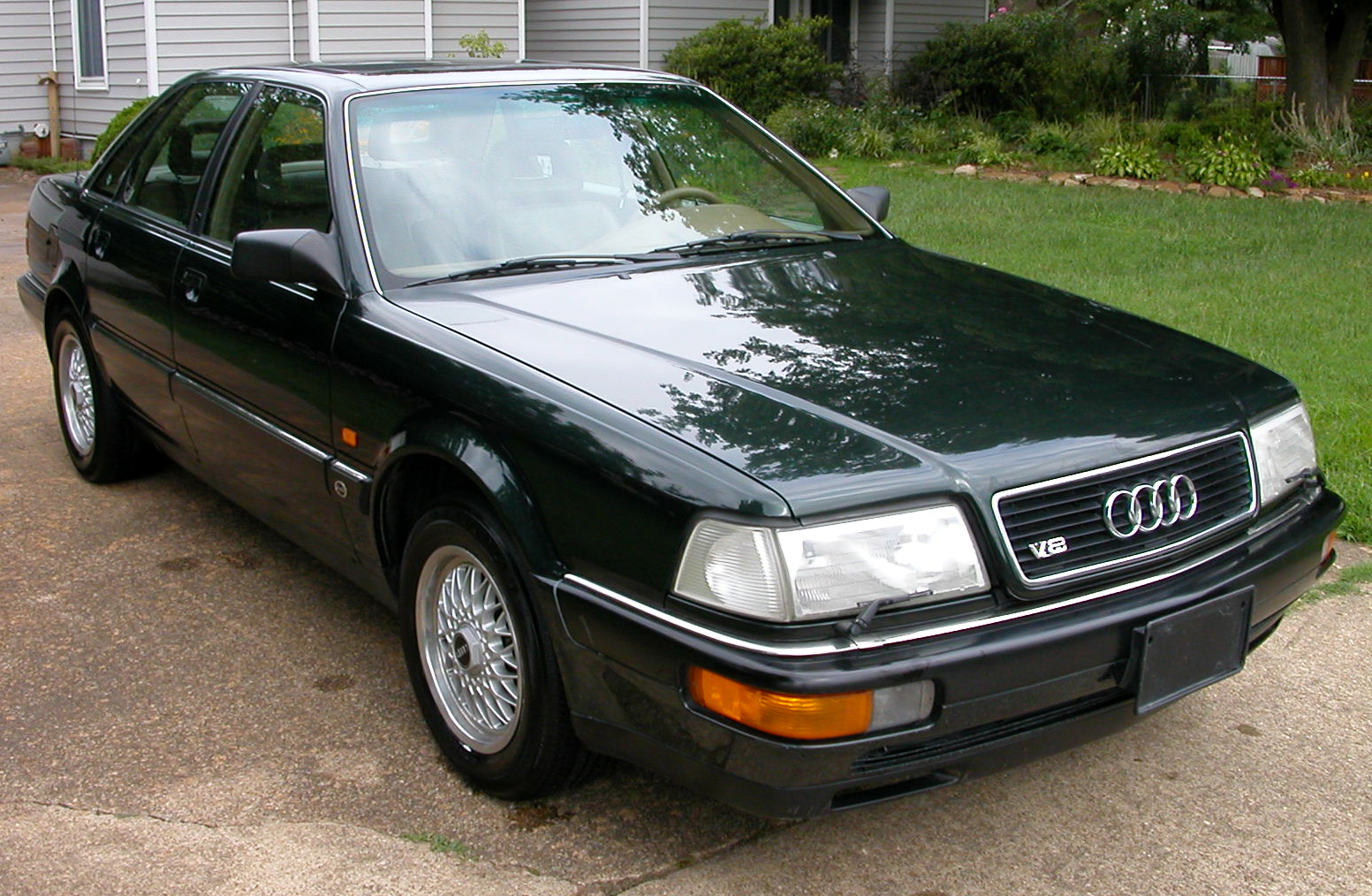
Vista frontale

Si è già parlato della parentela tecnica dell'Audi V8 con le "sorelle minori" 100 e 200. Il pianale era dunque lo stesso, mentre lo schema meccanico della V8 prevedeva, oltre al motore anteriore longitudinale, la sola trazione integrale. Non sono mai esistite quindi delle Audi V8 a trazione anteriore. Per quanto riguarda la trazione integrale, la V8 differiva dalle altre Audi a quattro ruote motrici per un unico importante particolare: essa montava un differenziale centrale a rotismo epicicloidale in luogo del differenziale autobloccante Torsen presente negli altri modelli. Quanto al differenziale posteriore, esso era un Torsen in ogni caso, mentre quello anteriore era di tipo aperto. La meccanica telaistica della V8 prevedeva lo schema MacPherson all'avantreno e multilink a 3 bracci al posteriore, con molle elicoidali e ammortizzatori idraulici telescopici. L'impianto frenante era a dischi autoventilanti sulle quattro ruote, con ABS. Vale la pena di spendere due parole per i freni anteriori, in cui la pinza viene montata all'interno della pista del disco anziché all'esterno come invece normalmente accade. Questo sistema permetteva secondo la Casa tedesca di aumentare del 20% la superficie di contatto fra pastiglia e disco, aumentando così l'efficienza della frenata e il livello di sicurezza della vettura. Al suo debutto, la V8 era prevista in un'unica motorizzazione, con architettura di tipo V8 e con cilindrata di 3562 cm³. Tale motore aveva un angolo di 90° fra le bancate e la distribuzione a quattro valvole per cilindro e a due assi a camme in testa per bancata. Esso nacque unendo due motori a quattro cilindri della contemporanea Golf GTI 16v e infatti la cilindrata risulta esattamente doppia rispetto al motore 1.8 della ben più famosa vettura di Wolfsburg. La gestione del motore è affidata a una centralina elettronica che si occupa anche della ripartizione della coppia motrice fra i due assali e fra le ruote dello stesso assale. Così caratterizzato, il motore della V8 erogava fino a 250 CV di potenza massima, scaricati a terra per mezzo di un cambio automatico a quattro rapporti realizzato dalla ZF.

### Evoluzione

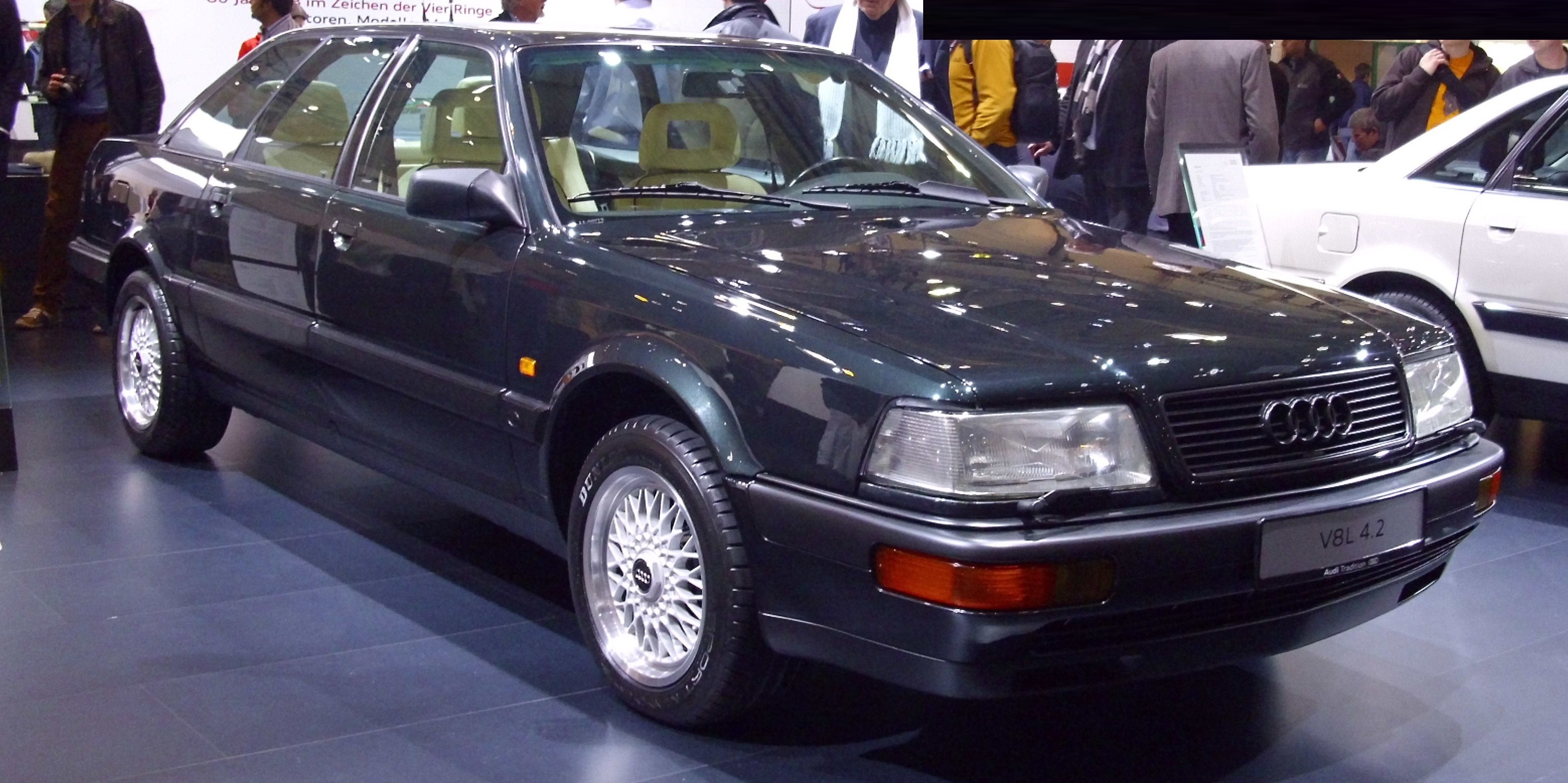
Una V8 L, ossia la versione a passo allungato introdotta nel 1990

Date le sue "umili" origini, la V8 finì per pagare la propria derivazione da modelli di categoria inferiore. Nei primi tre anni di commercializzazione ne vennero prodotti solo 10.021 esemplari, un risultato di certo non incoraggiante. Per questo, allo scopo di solleticare l'interesse della clientela più esigente, nel 1990 la casa di Ingolstadt propose anche il cambio manuale a cinque marce sulla sua vettura, dopodiché, nell'agosto 1991 ampliò la propria offerta con la V8 L, ossia una vera e propria limousine di lusso a passo allungato di 31,6 cm per una lunghezza di 5,19 metri da un paraurti all'altro. Questa versione era caratterizzata da un allestimento interno rivolto a facoltosi uomini d'affari perennemente impegnati nella loro attività, e quindi il maggior spazio ottenuto mediante l'allungamento del passo venne adibito in modo da trasformare la vettura in un mini ufficio viaggiante, con tavolino estraibile, radiotelefono, fax, collegamento per il computer e caricatore per 10 cd. La V8 L non fu prodotta in Germania dalla Audi, ma a Graz (Austria) dalla Steyr-Daimler-Puch. La V8 L fu equipaggiata con una versione maggiorata del già noto V8, in cui la cilindrata venne portata a 4172 cm3 e la potenza salì a 280 CV. In alternativa al cambio automatico ZF a quattro rapporti vi era anche la possibilità di avere questo modello con un cambio manuale a sei marce. L'arrivo della V8 L nel listino Audi fu anche l'occasione per sostituire, dopo neppure un anno, il cambio a cinque marce della V8 3.6 con il 6 marce della versione allungata. Questi furono in pratica gli unici aggiornamenti occorsi alla gamma della V8 nel corso della sua carriera commerciale. Nel 1994 la V8 venne sostituita dalla prima generazione dell'inedita A8 con carrozzeria in alluminio.

### Attività sportiva

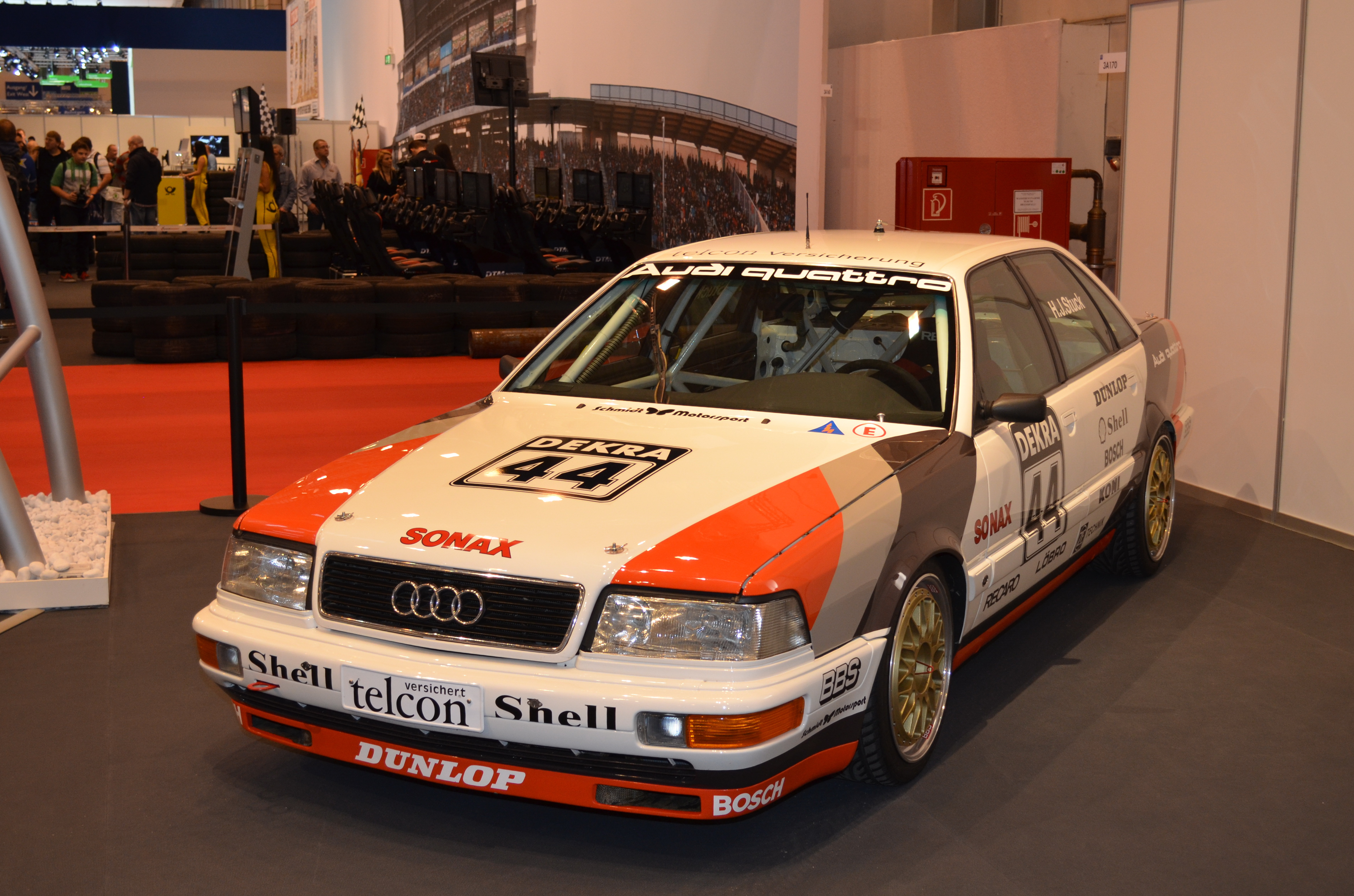
Audi V8 quattro DTM

Dopo due anni di partecipazione ai campionati IMSA e Trans-Am, nel 1990 l'Audi decise di iscriversi nel DTM e come vettura scelse di utilizzare la V8. Il suo propulsore 3.6 è stato potenziato fino a una potenza di 460 CV gestito da un cambio a sei marce. Il telaio, rispetto alla vettura di serie, è rimasto invariato, ma è stato aggiunto un roll-cage di sicurezza. La trazione era quattro integrale.
Le V8 vennero affidate ai piloti Hans-Joachim Stuck, Walter Röhrl e Frank Jelinski. All'esordio sul circuito dell'AVUS ci fu la prima vittoria seguita successivamente da altri cinque trionfi. Essi furono abbastanza per permettere a Stuck di vincere il campionato.
Nel 1992 la casa madre sostituì il V8 originale con angoli di manovella pari a 90° con una versione dotata di albero piatto (angolo di manovella di 180°). La dirigenza sportiva del DTM ritenne però che questo tipo di configurazione fosse contro il regolamento e l'Audi decise di ritirarsi dal campionato.